# Dikyamaç, Mazıdağı
Dikyamaç là một xã thuộc huyện Mazıdağı, tỉnh Mardin, Thổ Nhĩ Kỳ. Dân số thời điểm năm 2010 là 24 người.